# 1re division du Commonwealth
La 1re division du Commonwealth (anglais : 1st Commonwealth Division) est le nom donné aux forces du Commonwealth à la guerre de Corée à partir du 28 juillet 1951. La division était une unité multinationale qui faisait partie des British Commonwealth Forces Korea. Elle sous le commandement du 1er corps d'armée des États-Unis et dépend du Commandement des Nations unies en Corée.

## Composition
Les armées britanniques avec deux brigades (les 27th Infantry Brigade et 29th Independent Infantry Brigade) et canadienne (avec la 25e Brigade d'infanterie canadienne) formaient la majeure partie de la division. Cependant, la division incluait également de l'infanterie australienne, de l'artillerie néo-zélandaise et une unité médicale indienne.
| Nationalité      | % des effectifs |
| ---------------- | --------------- |
| Royaume-Uni      | 58 %            |
| Canada           | 22 %            |
| Australie        | 14 %            |
| Nouvelle-Zélande | 5 %             |
| Inde             | 1 %             |

### Participation britannique

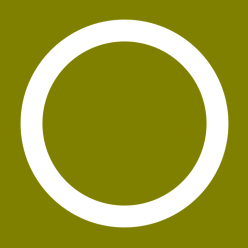
Insigne de la 29th Infantry Brigade.

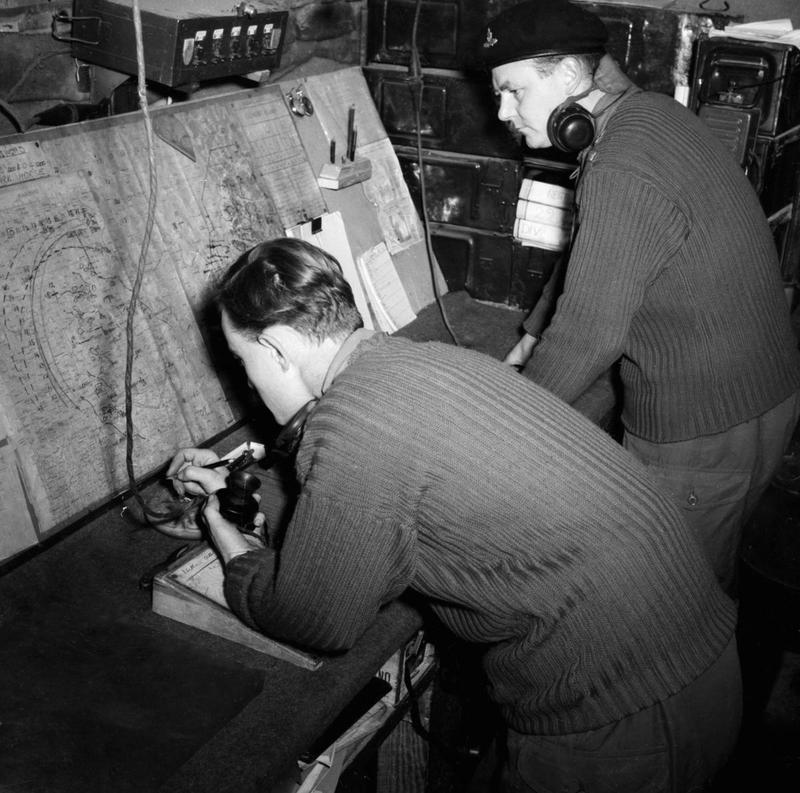
Officiers du 20th Field Regiment, Royal Artillery

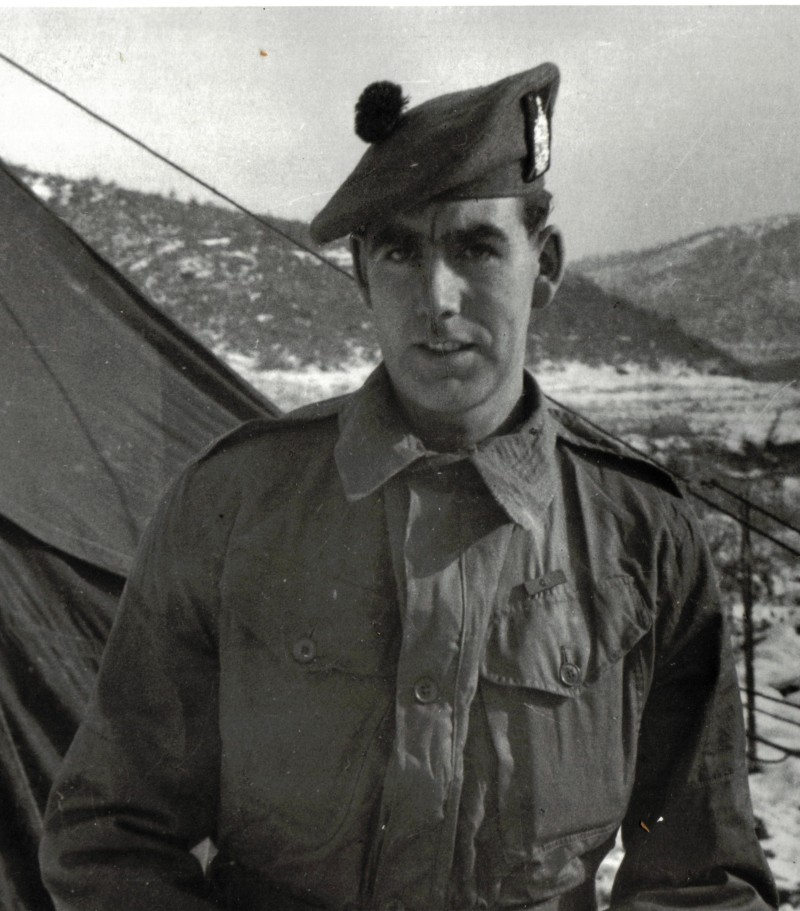
Le private (soldat), du Black Wtach Rgt, détaché au King's Own Scottish Borderers, récipiendaire de la Victoria Cross.

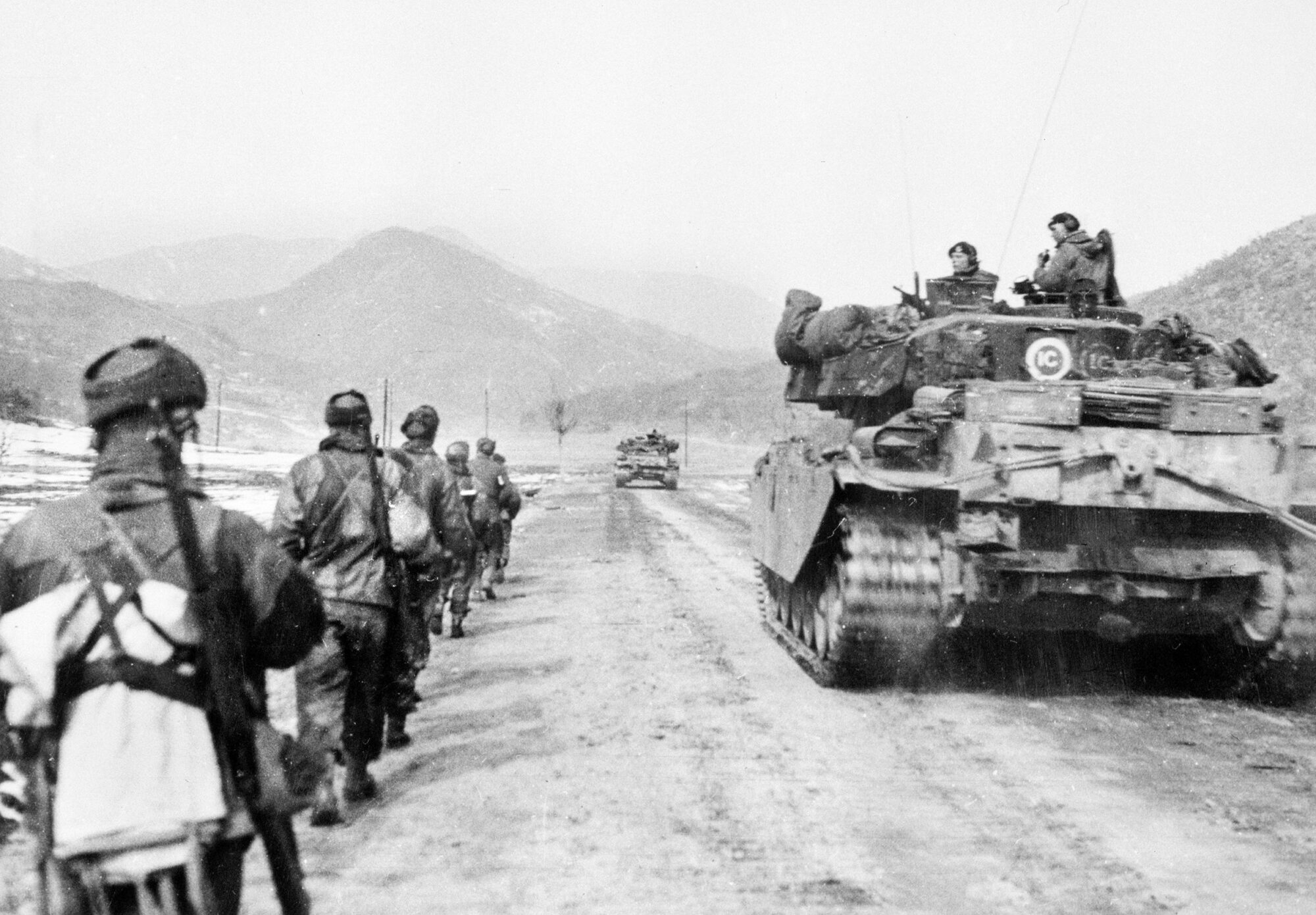
Char Centurion Mk III et fantassins du Gloucestershire Regiment en mars 1951.

Début août, la 27th Infantry Brigade, qui constitue la réserve stratégique de l'armée britannique alors stationnée à Hong Kong avec la 40e division, est mise en état d'alerte. Le 28, ses premiers éléments - bataillons du 1st Argyll and Sutherland Highlanders et du 1st Middlesex Regiment - sont débarqués et engagés dans le Périmètre de Busan. Le 1er octobre, elle est renommée 27th Commonwealth Infantry Brigade après incorporation du 3rd Battalion, Royal Australian Regiment. Le 3 novembre, elle est rejointe par le 29th Independant Brigade Group qui aligne infanterie, blindés et artillerie et deviendra par la suite la 29th Brigade. En avril 1951, la 27th deviendra la 28th Commonwealth Brigade. Elles sont regroupées à partir de 1951 dans la 1st Commonwealth Division.
Différentes unités de l'armée britannique fournirent des contingents qui « tournèrent » au sein de ces deux brigades qui alignèrent des engagés aussi bien que des vétérans de la Seconde Guerre mondiale rappelés au service et des conscrits appelés dans le cadre du National Service instauré en 1948 :
27th/28th Commonwealth Infantry Brigade

Ist Middlesex, Ist King's Shropshire Light Infantry, Ist Durham Light Infantry, Ist Warwickshire Rgt, Ist Argyll and Sutherland Highlanders, Ist King's Own Scottish Borderers, Ist Royal Fusiliers, Ist Essex
29th 27th Infantry Brigade

 Infanterie: Ist Royal Northumberlands Fusiliers, Ist Leicestershire, Ist Black Watch, Ist Royal Scots, Ist Gloucestershire, Ist Welch, Ist Duke of Wellington's, Ist Royal Ulster Rifles, Ist Royal Norfolk, Ist King's Rgt (Liverpool) 

Unités blindées: C Squadron - 7th Royal Tank Regiment, 8th Irish Hussars, 5th Inniskillings Dragoons Guards, Ist Royal Tank Regt, 5th RTR
Artillerie: 45th, 14th, 20th Field Rgts, Royal Artillery, 170th, 120th Light Battery, RA (mortiers), 61st Light Rgt, RA, 11th, 42nd Light Anti-Aircraft Bn, RA
Services: 55th, 122nd Field Squadron, Royal Engineers, 64th Field Park Sqn, RE, 28th Fd. Eng. Rgt, RE, 26th Field Ambulance
Matériels et équipements
En dehors du char FV 4007 Centurion Mk III , des Land Rover Series I mises en service à la fin des années 1940 et de l'Austin Champ introduit à quelques exemplaires à la fin du conflit, l'essentiel de l'équipement et de l'armement de l'armée britannique en Corée date de la fin de la Seconde Guerre mondiale.
L'infanterie est dotée du fusil Lee Enfield no 4, du pistolet-mitrailleur Sten, du fusil mitrailleur BREN, de la mitrailleuse Vickers ou, pour les officiers, du pistolet Webley. À son arrivée en Corée, le fantassin est revêtu de la tenue « jungle green » modèle 1950 dérivée de celle utilisée pendant la Seconde Guerre mondiale sur le théâtre d'opérations asiatique mais dès le premier hiver, il retrouve son battle dress ou le Denison smock (en). Il est coiffé du casque Mk IV dérivé du 1944 Mk III pattern (en) surnommé Turtle (tortue) en raison de sa forme. Les Britanniques se dotent alors également de tenues américaines M-1943 (en). Une nouvelle tenue de combat fera son apparition dès le second hiver de la guerre qui deviendra le « M-1958 combat dress ». Les équipages de véhicules de combat conservèrent la salopette hivernale « Pixie suit ».

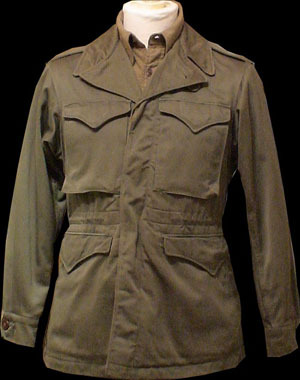
Veste US M-43
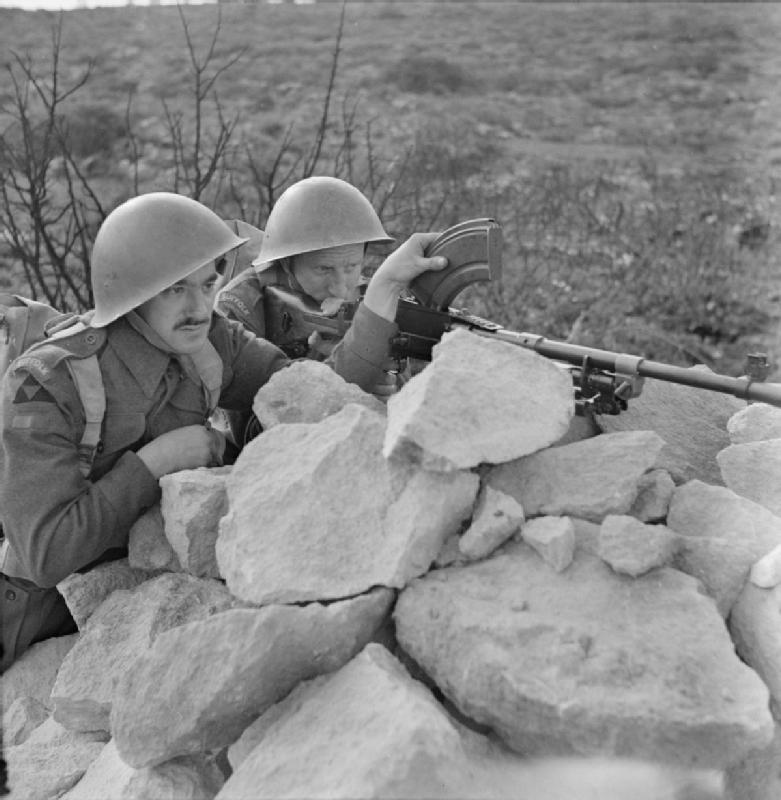
Casque Mk IV porté par des fantassins britanniques en Palestine à la fin des années 1940
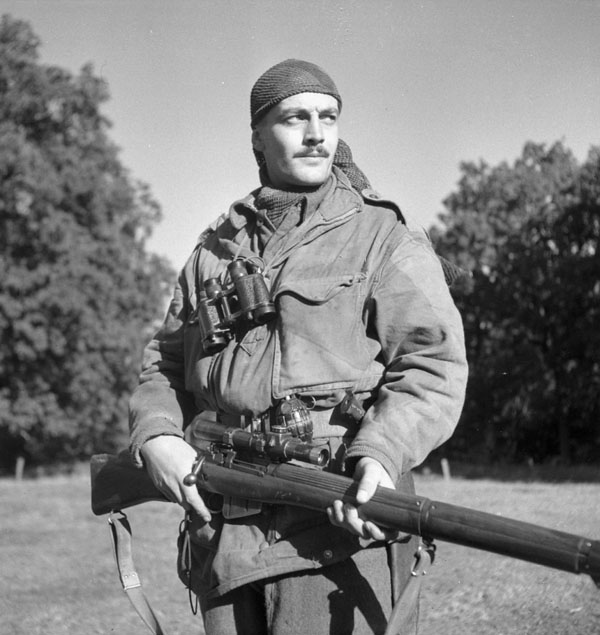
Denison smock porté par un soldat canadien pendant la Seconde Guerre mondiale

L'artillerie est dotée de canons de 5,5 pouces et de l'Ordnance QF 25 pounder (45th Field Regiment, 14th Field Regiment et 20th Field Regiment ). L'artillerie anti-aérienne utilise le Bofors 40 mm.
Le parc d'engins de combat « légers » aligne des chenillettes Universal Carrier et des véhicules de reconnaissance Daimler Dingo ainsi que des automitrailleuses Daimler et des halftracks américains.
L'arme blindée, représentée par des éléments du Royal Tank Regiment et des régiments de cavalerie (8th Irish Hussars et 5th Inniskillings Dragoons Guards), aligne des chars de combat Cromwell, Churchill Mk VII/VIII et surtout le tout nouveau Centurion (FV4007) dans sa version Mk III armée du QF 20-pdr de 84 mm. Enfin, des engins blindés du Génie, tels le Churchill Bridgelayer (char poseur de pont) ou le Cromwell Centaur dozer ( Bulldozer ) viennent compléter cet arsenal .

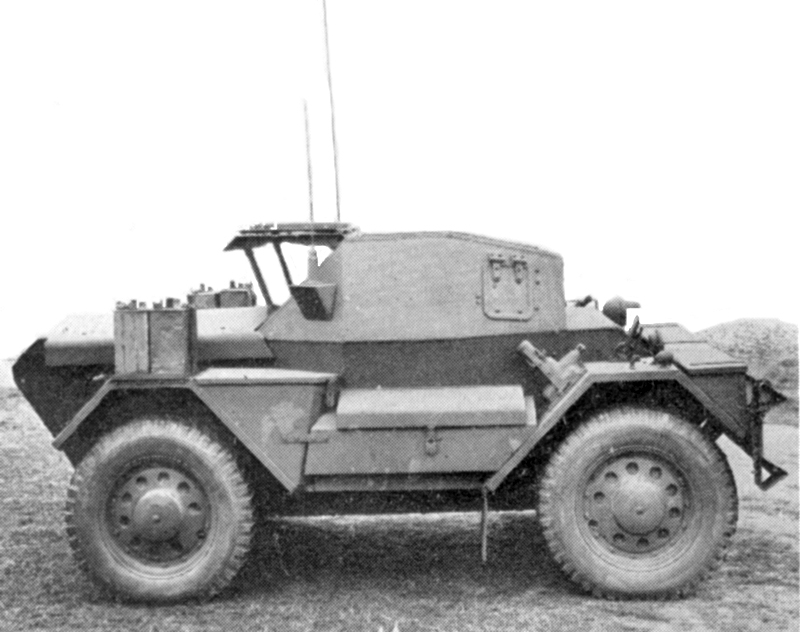
Scout car (véhicule de reconnaissance) Daimler Dingo
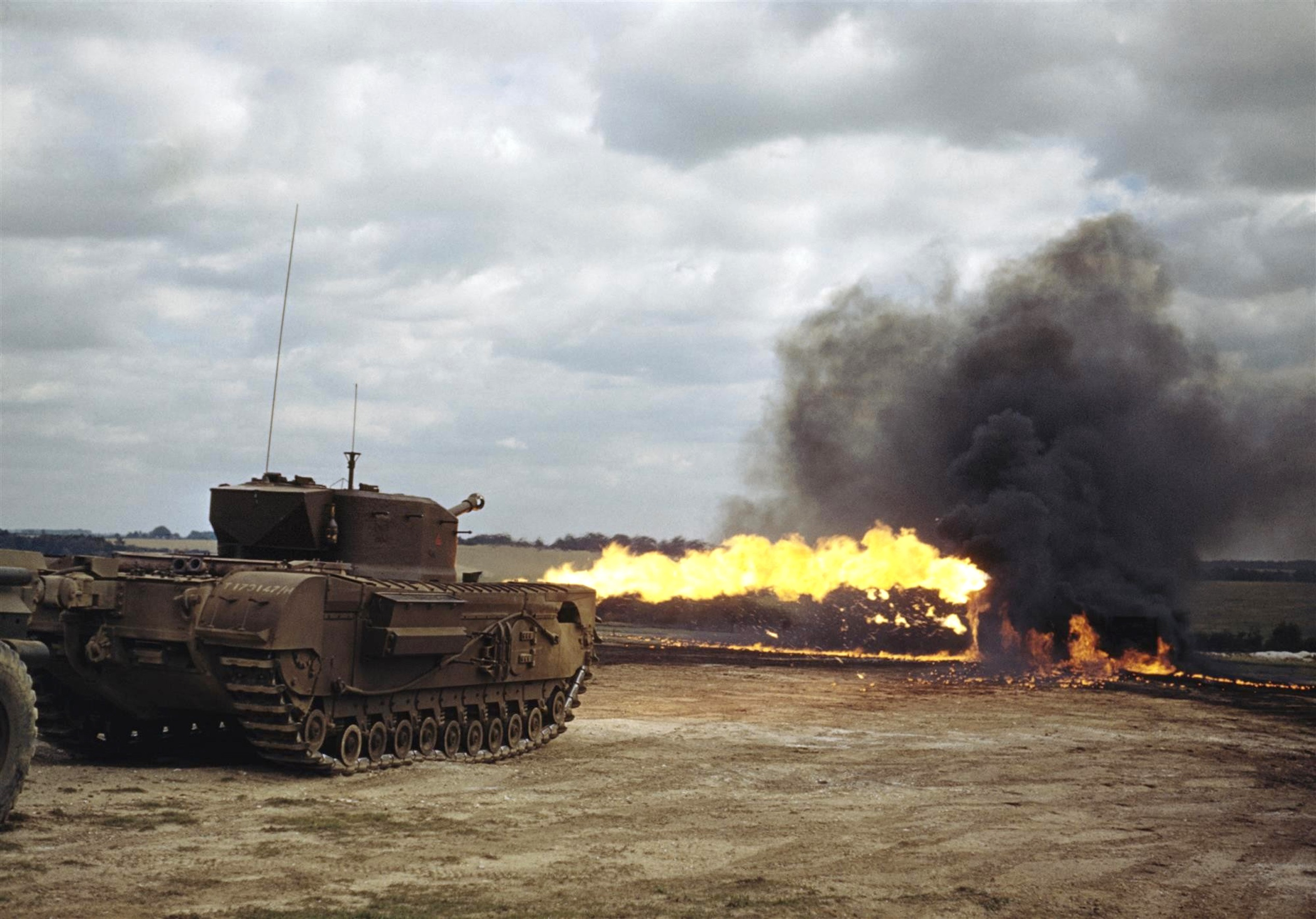
Char lance-flammes Churchill
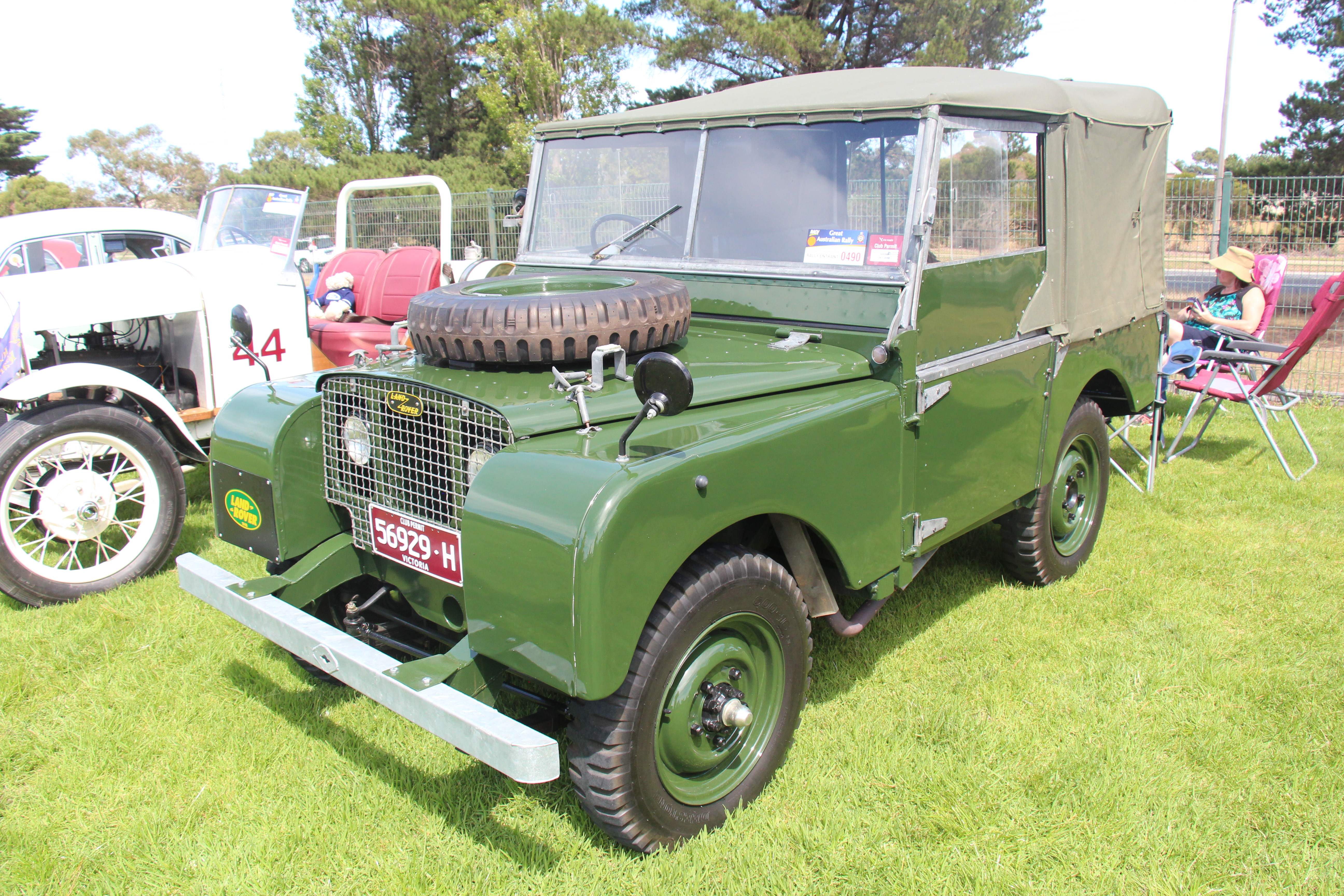
Land Rover Series I
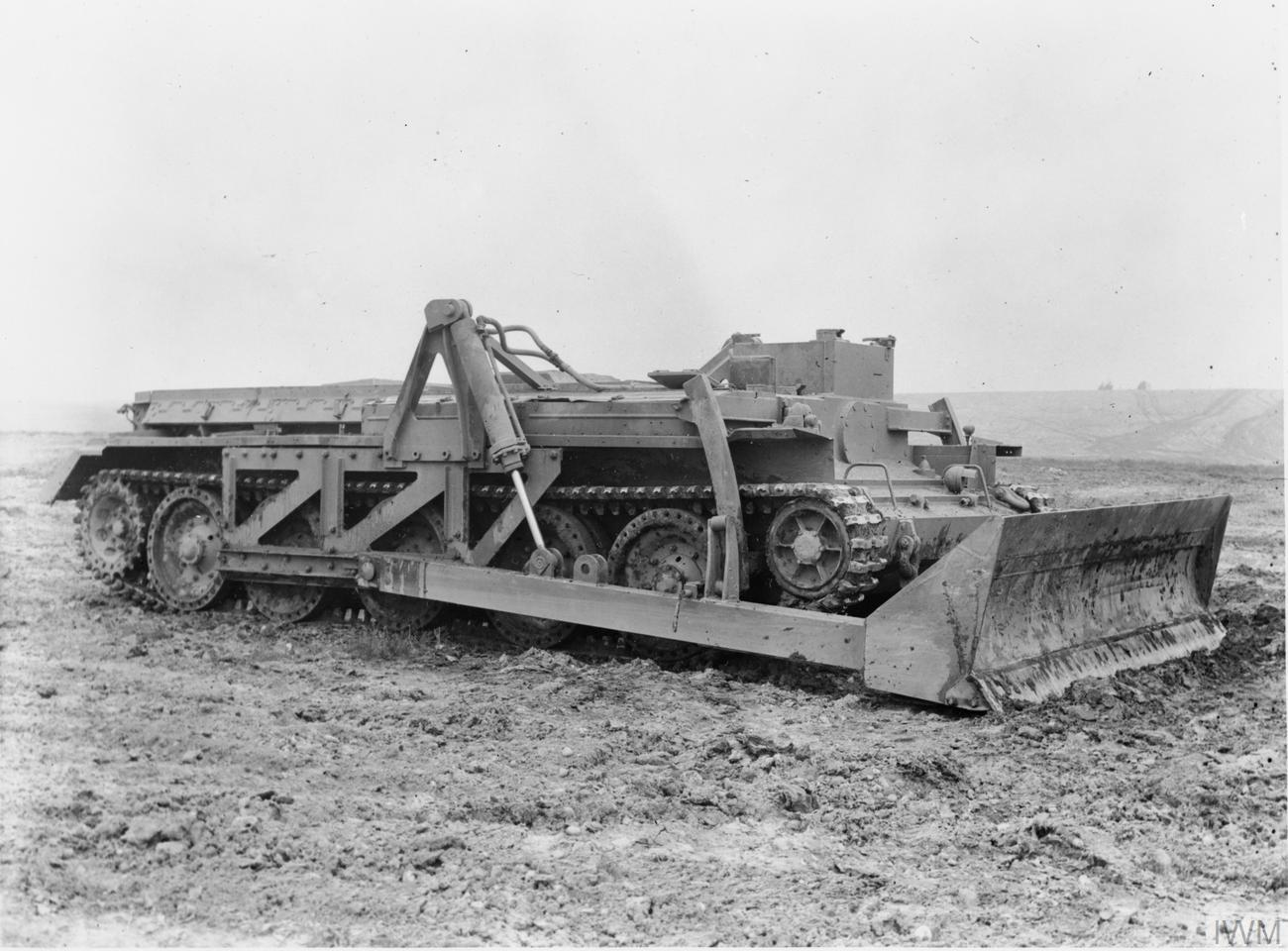
Centaur dozer

## Membres célèbres
- Edmund Charles Wolf Myers
- Léo Major